# Transkaukasische Socialistische Federatieve Sovjetrepubliek

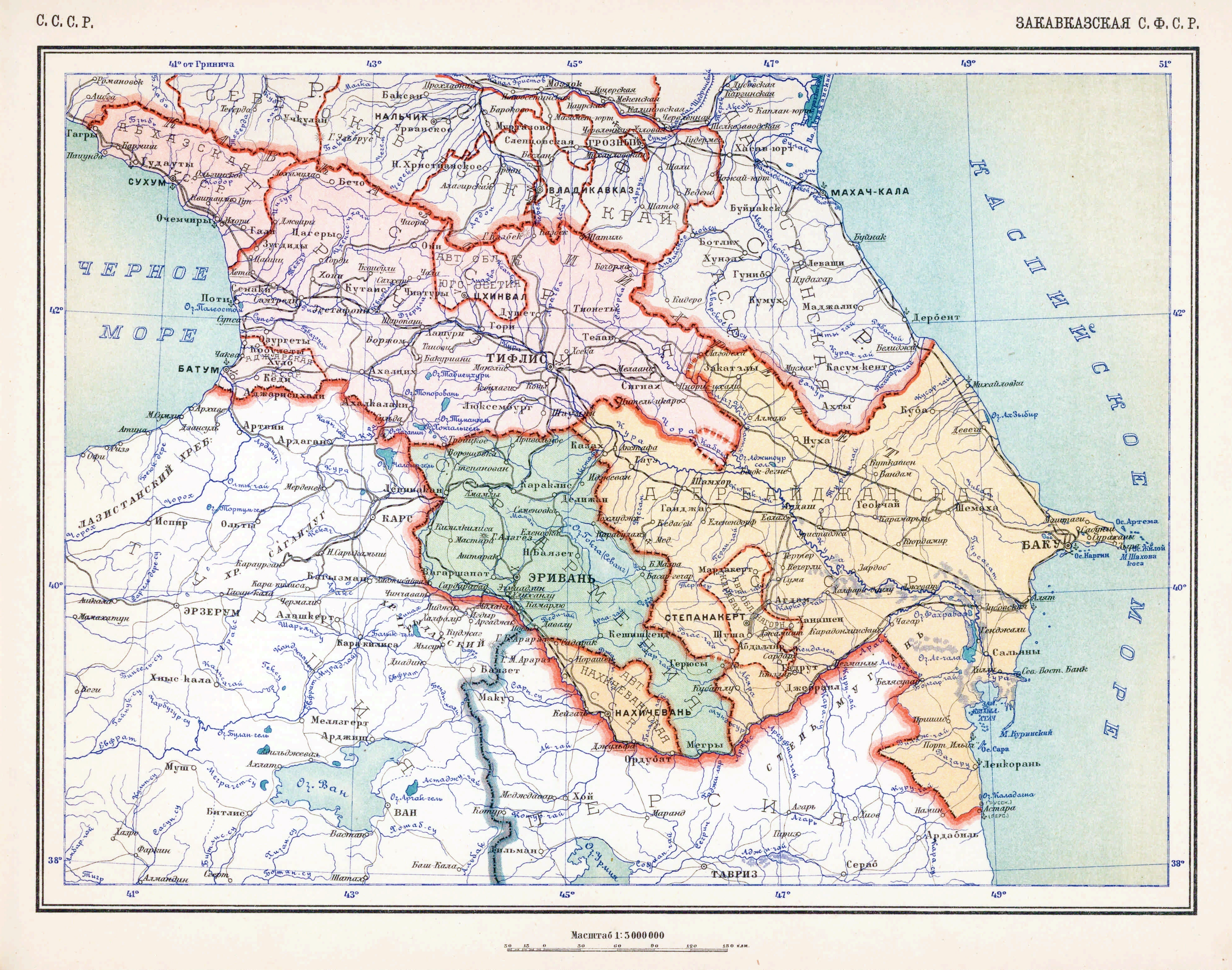
De TSFSR in 1928

De Transkaukasische Socialistische Federatieve Sovjetrepubliek (TSFSR) was een socialistische sovjetrepubliek binnen de Sovjet-Unie die van 1922 tot 1936 bestond in Transkaukasië. Nadat het Rode Leger in 1920 Azerbeidzjan en Armenië en in 1921 Georgië had veroverd, werden de drie landen socialistische sovjetrepublieken. In maart 1922 werden de drie sovjetrepublieken samengevoegd tot de Transkaukasische Socialistische Federatieve Sovjetrepubliek (TSFSR). De TSFSR bezat een eigen munt (Transkaukasische roebel) en eigen postzegels.
De namen voor de republiek in de diverse talen waren:
- Armeens: Անդրկովկասի Սովետական Սոցիալիստական Ֆեդերատիվ Հանրապետություն; Andrkovkasjan Sovetakan Soc‘ialistakan Federativ Hanrapetowt‘yown;
- Azerbeidzjaans: Загафгазија Совет Федератив Сосиалист Республикасы; Zaqafqaziya Sovet Federativ Sosialist Respublikası;
- Georgisch: ამიერკავკასიის საბჭოთა ფედერაციული სოციალისტური რესპუბლიკა; Amierk'avk'asiis Sabch'oti Pederatsiuli Sotsialist'uri Resp'ublik'a;
- Russisch: Закавказская Советская Федеративная Социалистическая Республика – ЗСФСР; Zakavkazskaja Sovjetskaja Federativnaja Sotsalistitsjeskaja Respoeblika – ZSFSR).

In de jaren dertig was Lavrenti Beria partijleider van de Transkaukasische Communistische Partij (TCP) en politiebaas, en daarmee de belangrijkste politicus binnen de TSFSR.
De drie gebieden werden in 1936 zelfstandige unierepublieken binnen de Sovjet-Unie:
- Armeense Socialistische Sovjetrepubliek
- Azerbeidzjaanse Socialistische Sovjetrepubliek
- Georgische Socialistische Sovjetrepubliek

## Partijleiders van de Transkaukasische Communistische Partij (TCP)
- Vissarion Lominadze - 1930-1931
- Mamia Orachelasjvili - 1931-1932
- Lavrenti Beria - 1932-1936